# Maluku

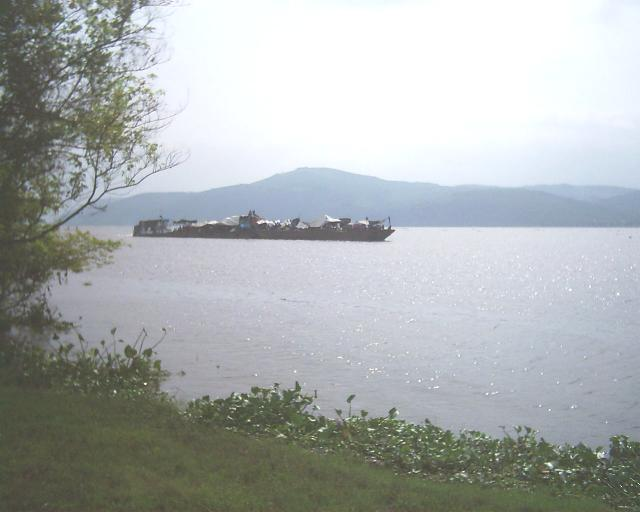
Barka na rzece Kongo koło Maluku

Maluku – miasto w Demokratycznej Republice Konga koło Kinszasy. Leży nad rzeką Kongo.